# Roberto Bañuelas
Roberto Bañuelas (Camargo, Chihuahua, 20 de enero de 1931-Ciudad de México, 27 de febrero de 2015) fue un cantante de ópera con voz de barítono, compositor, pintor y escritor mexicano. Estudió canto y composición con el gran maestro Ángel R. Esquivel en el conservatorio nacional de música.

## Inicios
Debutó como concertista en La Creación de Haydn, y en ópera con La bohème de Puccini, interpretando el papel de Marcelo, en 1958.
En 1959 formó parte del grupo Nueva Música de México, con el cual presentó obras de su inspiración como el poema sinfónico Avenida Juárez, piezas para piano y canciones.

## Carrera
A partir de 1961 actuó en temporadas de ópera en México y los Estados Unidos, especialmente con la Dallas Civic Opera, y en 1968 y 1969, con la New York City Opera.
De 1971 a 1979 participó en más de 500 funciones de ópera en los más importantes teatros europeos, principalmente en Hamburgo, Múnich, Fráncfort del Meno, Turín, Hannover, Monheim, Karlsruhe, Sofía, Praga, Amberes, Tel Aviv, entre otros. 
- Baritono

Como primer barítono alternó con destacados cantantes contemporáneos como Franco Corelli, Luciano Pavarotti, Plácido Domingo, Gianni Raimondi, René Kollo, Martí Talavera, Boris Christoff, Montserrat Caballé, Mirella Freni, Gundula Janowitz, Gwyneth Jones, Teresa Stratas, Katia Ricciarelli, Cristina Deutekom y Fiorenza Cossotto. 
- Actuaciones

Actuó en producciones de Herbert von Karajan, Peter Ustinov, Franco Zeffirelli y John Dexter; bajo la dirección musical de Rafael Kubelik, Nello Santi, Leone Magiera, Giuseppe Patane, Nicola Rescigno, Anton Guadagno, Lorin Maazel, Mark Janovsky, Jesús López Cobos y Miguel Martínez.. Ha sido dirigido por los más importantes directores de nuestro país, entre ellos: Carlos Chávez, Luis Herrera de la Fuente, Fernando Lozano, Sergio Cárdenas, Francisco Savín, Enrique Diemecke, Héctor Quintanar, Enrique Bátiz, Enrique Barrios y José Guadalupe Flores, entre otros,
Realizó grabaciones para RIAS, Deutsche Grammophon, Forlane, Dirba, y programas para la televisión alemana y CONACULTA. 
- Libros

Publicó tres libros de cuentos: Ceremonial de cíclopes (GV Editores), Los inquilinos de la Torre de Babel (Universidad Autónoma de Tamaulipas) y Memorias del exilio interior (Tintanueva Editores). 
También la novela El valle de los convidados de piedra (Universidad Autónoma Metropolitana), el libro de poesía Trashumancia del amor cautivo (Tintanueva Editores), la novela Templo iluminado de la soledad (Editorial Doble Sol, Argentina); El canto y Diccionario del cantante, (Editorial Trillas) y Memorial de poetas entre lobos, editado por la Fundación René Avilés Fabila y el Politécnico Nacional, así como Nueve canciones, publicadas por la UNAM.
Además, Tres canciones españolas, Siete poemas y el amor, Cuatro monólogos para soprano y piano, Toccata para piano N.º 1 y Tres piezas para piano, todas editadas por Ediciones Mexicanas de Música, A. C.

## Distinciones y premios
Entre los numerosos reconocimientos a su trayectoria artística recibió
- La Medalla Daniel de la Ópera Internacional de México.
- Diploma de la COMAC.
- Dos veces el diploma al mejor cantante, otorgado por la Asociación de Cronistas de Música y Teatro.
- Diploma y medalla del Instituto Nacional de Bellas Artes por 30 años de carrera operística.
- Diploma y medalla por la Fundación Tomás Valles.
- Medalla y diploma por su trayectoria internacional, otorgados por el Conservatorio del Estado de México.
- En 2007 le fue otorgada la Medalla Mozart por obra y trayectoria.
- En mayo de 2008, las fundaciones Sebastián y René Avilés Fabila, le otorgaron Medalla y Placa por su actividad como cantante, compositor, pintor y escritor.
- El 2 de junio del mismo año, el Instituto Nacional de Bellas Artes le otorgó la medalla de oro por 50 de trayectoria artística.
- En octubre de 2010, la Sociedad de Autores y Compositores de México le entregó el reconocimiento Trayectoria 50 y más.

## Otros logros
Como pintor presentó diversas exposiciones de pintura y dibujo en Hamburgo, Berlín y la Ciudad de México.

## Óperas
En 2007 fue el estreno mundial de su primera ópera de la Trilogía La muerte de Agamenón; en 2008, la segunda, con el título de El regreso de Orestes, y en febrero de 2009, la tercera, titulada El juicio.